# T-Bone Walker
Aaron Thibeaux Walker dit T-Bone Walker ou Oak Cliff T-Bone, né le 28 mai 1910 à Linden (Texas) et mort le 16 mars 1975 à Los Angeles (Californie), est un guitariste, chanteur et compositeur de blues américain. Il est considéré comme l'un des pionniers les plus importants pour l'utilisation de la guitare électrique dans le blues.

## Biographie
D'origines africaine et cherokee, T-Bone Walker naît à Linden dans le Texas et grandit dans le sud de Dallas. Il y rencontre Blind Lemon Jefferson qui l'initiera au blues. D'abord danseur de claquettes dans les vaudevilles, également pianiste, il devient vite un solide guitariste, chanteur et compositeur.
Son style est cerné dès 1942 sur les enregistrements Mean Old World (en), et I Got a Break avec le pianiste Freddie Slack. On peut y entendre quelques-uns des premiers solos de guitare électrique du blues. D'autres, comme Junior Barnard, l'avaient précédé sur cet instrument dans le groupe de western swing de Bob Wills, ou Les Paul et Charlie Christian dans le domaine du jazz.
En 1947, il triomphe avec sa nouvelle composition, le blues lent Call It Stormy Monday (But Tuesday Is Just as Bad) (en), le premier gros succès du blues où la guitare électrique est au premier plan.
Toute sa carrière, il a travaillé avec de nombreux  musiciens de talent, y compris Teddy Buckner (trompette), Lloyd Glenn (piano), Billy Hadnott (basse), Bumps Myers et Jack McVea (saxophone ténor).
Il est reconnu comme un des meilleurs guitaristes dans le domaine du blues, ayant influencé entre autres le célèbre B. B. King. T-Bone Walker entre au Rock and Roll Hall of Fame en 1987.
En 2003, le magazine Rolling Stone le classe à la 47e position de sa liste des 100 meilleurs guitaristes de tous les temps.

## Discographie
- The beginning, 1929 - 46 (EPM);
- Le coffret The complete recordings of T-Bone Walker, 1940-54 (Mosaic Records), superbe mais coûteux. Le mieux est d'acquérir les indispensables;
- The complete Black & White recordings (Capitol blues), coffret de 3 CD qui reprend tout ce qu'il a enregistré pour Capitol Records et;
- The Complete Imperial recordings (EMI) qui regroupe tous ses titres Imperial, sans en oublier bien entendu;
- T-Bone blues (Atlantic)
- 1969 : Super Black Blues, avec Big Joe Turner et Otis Spann

Enregistrements
- T-Bone blues, 1941
- Call it stormy Monday (But Tuesday is Just as Bad), 1947
- Got a Break
- Mean old world
- T-Bone jumps again
- Long skirt baby blues
- T-Bone Shuffle

Disque-hommage
- I Got The T-Bone Walker Blues de Roy Gaines (Groove Note, 1999)